# Kila, Sala kommun
Kila är en småort i Sala kommun, tillika kyrkort i Kila socken.
Kila ligger längs riksväg 56 cirka två kilometer norr om Grällsta. 
Här ligger Kila kyrka.